# Fjalar Þorgeirsson
Fjalar Þorgeirsson (ur. 18 stycznia 1977) – islandzki piłkarz grający na pozycji bramkarza. Wychowanek klubu Þróttur, od 2013 roku występujący w klubie Valur Reykjavík. W reprezentacji Islandii zadebiutował w 2001 roku. Do tej pory rozegrał w niej 5 meczów (stan na 6 czerwca 2013).